# Палаццо Публико (Сан-Марино)
Палаццо Публико (итал. Palazzo Publico, Народный дворец) — резиденция правительственных органов Сан-Марино и мэрии города Сан-Марино, расположенная в этом городе.
Здание служит для проведения официальных церемоний и является местопребыванием Генерального совета, капитанов-регентов, Совета Двенадцати и Государственного конгресса.
Было построено в стиле средневековых итальянских палаццо в 1884—1894 годах архитектором Франческо Аддзурри на месте старой правительственной резиденции лат. Domus Magna Comunis (Дом великих коммун). Постепенно здание перестало соответствовать стандартам безопасности и потребовалась комплексная реконструкция, которая была завершена 30 сентября 1996 года под руководством Гае Ауленти.